# Stefan Niementowski
Stefan Dominik Niementowski (ur. 4 sierpnia 1866 w Żółkwi, zm. 13 lipca 1925 w Warszawie) – polski chemik.

## Życiorys
Studia z zakresu chemii odbył we Lwowie, Berlinie i Monachium. Doktorat uzyskał w roku 1887 na uniwersytecie w Erlangen. Specjalizował się w chemii organicznej. Był wynalazcą metody syntezy chinoliny i chinazoliny. Opracował metodę kondensacji aminokwasów aromatycznych z amidami kwasowymi (tzw. reakcja Niementowskiego).
Od roku 1892 profesor Politechniki Lwowskiej i kierownik Katedry Chemii Ogólnej i Analitycznej, rektor tej uczelni w latach 1899/1900, 1900/1901 i 1908/1909, członek i kierownik Wydziału Matematyczno-Przyrodniczego Towarzystwa Naukowego we Lwowie, w latach 1920–1922 prezes Polskiego Towarzystwa Przyrodników im. Kopernika we Lwowie, członek Polskiej Akademii Umiejętności. W roku 1919 był współzałożycielem Polskiego Towarzystwa Chemicznego.
W 1901 jako rektor wszedł jako wirylista w skład VII kadencji Sejmu Krajowego Galicji oraz ponownie znalazł się w składzie IX kadencji.
2 maja 1923 otrzymał Krzyż Komandorski Orderu Odrodzenia Polski „w uznaniu zasług, położonych dla Rzeczypospolitej Polskiej na polu pracy naukowej”.
Zmarł nagle po zasłabnięciu w mieszkaniu dr. Tadeusza Wiśniewskiego w kolonii Staszica w Warszawie, gdzie przybył ze Lwowa na Zjazd Lekarzy i Przyrodników Polskich.